# HD 153221
HD 153221，又名CD-4811360，SAO 227542、HR 6300，是一颗位於天壇座的恒星，视星等为6，位于銀經338.81，銀緯-3.93，其B1900.0坐标为赤經16h 52m 54s，赤緯-48° -3.93′ 37″。